# 자자 자지로우
자자 디아노조비치 자지로우(우크라이나어: За́за Діано́зович За́зіров, 러시아어: За́за Диано́зович Зо́зиров 자자 디아노조비치 조지로프[*], 1972년 4월 25일~)는 우크라이나의 은퇴한 레슬링 선수이다. 1996년 하계 올림픽 자유형 남자 라이트급에서 동메달을 획득했으며, 세계 선수권 대회에서 은메달과 동메달을 1개씩 획득했다.